# Ханска шатра (развлекателен център)
Ханската шатра (на казахски: Хан Шатыр) е развлекателен център в казахската столица Астана. Открит е през 2010 година и веднага се превръща в една от забележителностите на новоизграждащата се столица. Развлекателният център има оригинална архитектура и представлява огромна разпъната прозрачна шатра, от където идва и името му. Разположен е в северния край на „Булеварда на водата и зеленината“ и се извисява на 150 метра от елипсовидна основа, за да оформи най-високия връх в градския силует на Астана. Това я прави най-високата палатка в света. Ханската шатра обхваща площ от повече от 100 000 кв. м в рамките на един купол, с откриващи се драматични гледки към града и заобикалящите го степи.

## История
На 9 декември 2006 година казахския президент Нурсултан Назърбаев представя архитектурния план за нов развлекателен център в новоизграждащата се казахска столица. Проектът е последният от амбициозна строителна програма, която има за цел да преобрази основно Астана, след като градът е обявен за столица на Казахстан през 1997 година. Новата казахска столица се строи в суровия пейзаж на казахските степи с изключително негостоприемен климат. Температурите в Астана могат да паднат до -35 градуса °C през зимата и да се покачи до над 35 °C през лятото. Проектът за развлекателен център цели построяването на нов обществен, културен и социален комплекс за жителите на Астана, който да обединява широк кръг от дейности в защитена климатична среда, която да осигурява комфортен микроклимат през цялата година. След построяването на Двореца на мира и съгласието, който е открит през 2006 година, Ханската шатра е вторият мащабен национален строеж в Астана, проектиран от британския архитект Норман Фостър от Foster and Partners и инженерите от Buro Happold. Изграждането на палатката-град се извършва от турската компания Sembol Construction. След поредица от забавяния и инженерни предизвикателства, основната мачта е издигната през декември 2008, а целият комплекс е завършен и открит на 5 юли 2010 г., в чест на 70-ата годишнина на казахския президент Нурсултан Назарбаев. Откриването на развлекателния център е изключително тържествено и е осъществено в присъствието височайши политици от цял свят като руския президент Дмитрий Медведев, турския президент Абдулах Гюл, престоланаследника на Абу Даби Мохамед бин Зайед и йорданския крал Абдула II.

## Архитектура
Сградата е проектирана във формата на шатра и напомня за традиционната казахска юрта, която има един централно разположен носещ стълб, който поддържа дървена рамка, покрита с текстилен материал. Същият конструктивен принцип е използван и при изграждането на Ханската шатра. Конструкцията се издигна на 150 м височина от 200-метрова елипсовидна основа, покриваща площ от 100 000 m². Под палатката, в която могат да се поберат 10 футболни стадиона, се помещават търговски център и развлекателни комплекси в това число супермаркет, семеен парк, кафета и ресторанти, кина, спортни зали, миниголф, аквапарк с изкуствен плаж и басейни с изкуствено генерирани вълни, дори монорелсова железница. Проектирани са още служебни и офисни помещения, а така също и паркинг за 700 автомобила. Покривът на Ханската шатра е изграден от ETFE възглавници, произведени от Vector Foiltec, които са окачени на мрежа от кабели, нанизани на централния шпиц. Благодарение на специалния му химичен състав прозрачният материал позволява слънчевата светлина да прониква във вътрешността на шатрата. По този начин заедно с въздушните отоплителни и охладителни системи този материал е прокетиран да поддържа вътрешната температура между 15 – 30 °C в основното пространство и 19 – 24 °C в търговския център, докато навън годината амплитуда на температура варира между -35 до +35 °C. Това прави Ханската шатра енергийно ефективна, поради което престижното списание Forbes Style я класира сред 10-те екосгради в света.